# Junceella funiculina
Junceella funiculina är en korallart som beskrevs av Duchassaing och Giovanni Michelotti 1864. Junceella funiculina ingår i släktet Junceella och familjen Ellisellidae. Inga underarter finns listade i Catalogue of Life.